# Championnat du Ghana de football 1970
Navigation
Saison précédente Saison suivante
La saison 1970 du Championnat du Ghana de football est la douzième édition de la première division au Ghana, la Premier League. La compétition est disputée sous une forme différente des saisons précédentes puisqu'elle a lieu en deux phases distinctes :
- lors de championnats régionaux organisés dans les huit grandes régions du pays, deux équipes par région se qualifient pour la phase nationale (excepté la région Nord qui ne peut qualifier qu'une formation).
- les quinze qualifiés sont regroupés au sein d'une poule unique où ils n'affrontent qu'une fois tous leurs adversaires.

Il n'y a aucune équipe reléguée en fin de saison et cinq clubs sont promus de D2 pour faire passer le championnat à 20 formations.
C'est le club de Great Olympics qui est sacré cette saison après avoir terminé en tête du classement final, avec un seul point d'avance sur Hearts of Oak SC et trois sur Brong Ahafo United. C'est le tout premier titre de champion du Ghana de l'histoire du club. Le triple tenant du titre, Asante Kotoko, ne finit qu'à la 11e place du classement mais se qualifie tout de même pour la prochaine édition de la Coupe des clubs champions africains, après sa victoire lors de l'édition 1970.

## Les clubs participants
| - Grand Accra : - Hearts of Oak SC - Great Olympics - Est : - Susu Biribi FC - Eastern Rovers - Centre : - All Blacks FC - Mysterious Dwarfs - Ouest : - Sekondi Hasaacas - Eleven Wise | - Ashanti : - Cornerstones Kumasi - Asante Kotoko - Brong Ahafo : - Brong Ahafo United - Bofoakwa Tano FC - Volta : - Ho Mighty Eagles FC - Ho Sunset FC - Nord : - Gbewaa FC |

## Compétition
Le barème de points servant à établir le classement se décompose ainsi :
- Victoire : 2 points
- Match nul : 1 point
- Défaite : 0 point

### Classement
| Rang | Équipe              | Pts | J  | G  | N | P  | Bp | Bc | Diff |
| ---- | ------------------- | --- | -- | -- | - | -- | -- | -- | ---- |
| 1    | Great Olympics      | 23  | 14 | 9  | 5 | 0  | 31 | 10 | +21  |
| 2    | Hearts of Oak SC    | 22  | 14 | 10 | 2 | 2  | 29 | 5  | +24  |
| 3    | Brong Ahafo United  | 20  | 13 | 8  | 4 | 1  | 26 | 8  | +18  |
| 4    | Eleven Wise         | 17  | 14 | 6  | 5 | 3  | 20 | 14 | +6   |
| 5    | Susu Biribi FC      | 16  | 14 | 7  | 2 | 5  | 29 | 23 | +6   |
| 6    | Bofoakwa Tano FC    | 16  | 14 | 6  | 4 | 4  | 19 | 16 | +3   |
| 7    | Mysterious Dwarfs   | 15  | 13 | 6  | 3 | 4  | 18 | 16 | +2   |
| 8    | Sekondi Hasaacas    | 14  | 14 | 5  | 4 | 5  | 22 | 17 | +5   |
| 9    | Cornerstones Kumasi | 12  | 13 | 4  | 4 | 5  | 15 | 18 | -3   |
| 10   | Eastern Rovers      | 11  | 13 | 5  | 1 | 7  | 18 | 20 | -2   |
| 11   | Asante KotokoT C1   | 8   | 8  | 4  | 0 | 4  | 13 | 11 | +2   |
| 12   | All Blacks FC       | 6   | 10 | 2  | 2 | 6  | 12 | 29 | -17  |
| 13   | Ho Mighty Eagles    | 6   | 13 | 2  | 2 | 9  | 10 | 30 | -20  |
| 14   | Ho Sunset FC        | 5   | 12 | 1  | 3 | 8  | 8  | 24 | -16  |
| 15   | Gbewaa FC           | 2   | 14 | 0  | 2 | 12 | 8  | 37 | -29  |

|  | Qualification pour la Coupe des clubs champions africains 1971                    |
|  | C1 : Vainqueur de la Coupe des clubs champions africains 1970 T : Tenant du titre |

## Bilan de la saison
| Championnat du Ghana de football 1970    |                                 |
| Champion                                 | Great Olympics (1er titre)      |
| Coupes et trophées                       |                                 |
| Vainqueur de la Coupe du Ghana 1970      | Non disputée                    |
| Qualifications continentales             |                                 |
| Coupe des clubs champions africains 1971 | Asante Kotoko (tenant du titre) |
| Coupe des clubs champions africains 1971 | Great Olympics                  |
| Promotions et relégations                |                                 |
| Promus en Premier League                 | Akotex FC                       |
| Promus en Premier League                 | Venomous Vipers                 |
| Promus en Premier League                 | Panbros FC                      |
| Promus en Premier League                 | Highlanders FC                  |
| Promus en Premier League                 | Savannah Stars                  |
| Relégués en Second League                | Aucun                           |